# Tiberiu Ionescu
Tiberiu Ionescu (n. 7 mai 1936) a fost un opozant al regimului comunist.

## Biografie
Tiberiu Ionescu s-a născut la 7 mai 1936 în comuna Aghireșu. După absolvirea liceului, s-a înscris la Facultatea de Electronică a Institutului Politehnic din București. În perioada când era student în anul III, a participat la mișcările revendicative ale studenților din București în 1956 (vezi Mișcările studențești din București din 1956). A fost printre organizatorii unui miting de solidaritate cu studenții arestați, programat pentru ziua de 15 noiembrie 1956. A fost arestat la 4 decembrie 1956. Ancheta sa a fost condusă de locotenent major Gheorghe Mihăilescu, locotenent major Constantin Popescu, locotenent major Vasile Dumitrescu și locotenent major Dumitru Preda. Prin sentința Nr. 234 din 15 februarie 1957 a Tribunalului Militar București, a fost condamnat la 6 luni închisoare corecțională. A fost eliberat, după executarea sentinței, la 1 iunie 1957. 
După eliberare și-a terminat studiile obținând diploma de inginer.

## Traducător
- Tiberiu Ionescu a tradus, alături de Sergiu Adam, cartea lui Alexandr Soljenițîn, O zi din viața lui Ivan Denisovici, apărută la editura Quintus, din București, în 1991.